# August Strömberg (fotbollsspelare)
Samuel August Strömberg, född 28 februari 1992 i Masthuggs församling i Göteborg, är en svensk fotbollsmålvakt som spelar för norska Kongsvinger.
Strömberg har representerat Sveriges landslag i fotboll på U17-, U19- och U21-nivå.

## Karriär
Strömberg började spela fotboll i Qviding FIF och han värvades i början av 2010 till IFK Göteborg. Efter säsongen 2012 lämnade han Göteborg och skrev på ett treårskontrakt med Degerfors IF. I november 2015 skrev han på för Ljungskile SK.
I januari 2017 värvades Strömberg av Gefle IF. I februari 2019 värvades Strömberg av Varbergs BoIS, där han skrev på ett halvårskontrakt. I december 2019 förlängde Strömberg sitt kontrakt med två år.
I augusti 2021 värvades Strömberg av Kongsvinger, där han skrev på ett 1,5-årskontrakt. I augusti 2023 förlängde Strömberg sitt kontrakt i klubben fram över säsongen 2025.